# Physotrichia arenaria
Physotrichia arenaria är en flockblommig växtart som beskrevs av Adolf Engler och Ernest Friedrich Gilg. Physotrichia arenaria ingår i släktet Physotrichia och familjen flockblommiga växter. Inga underarter finns listade i Catalogue of Life.